# Петер Хандке
Петер Хандке (на немски: Peter Handke) е австрийски белетрист, поет и драматург. Лауреат е на възпоменателна награда „Шилер“ (1995) и Нобелова награда за литература (2019).

## Биография
Роден е на 6 декември 1942 г. в Грифен, в южната австрийска провинция Каринтия, която тогава е част от германския Трети райх. През 1948 г. постъпва в грифенското Народно училище, а през 1954 г. учи в католическата хуманитарна гимназия в Танценберг. В училищното списание „Факел“ публикува първите си литературни текстове. През 1959 г. се премества в Клагенфурт, за да продължи обучението си в местната хуманитарна гимназия, а през 1961 г. започва да следва право в университета в Грац.
По време на следването си Хандке се утвърждава като писател, свързва се с новосъздадената „Грацка група“ – сдружение на млади австрийски автори, основано от Алфред Колерич. Групата публикува в литературното списание „manuskripte“ („манускрипти“). Сред по-видните ѝ членове са Елфриде Йелинек, Михаел Шаранг и Барбара Фришмут.
Когато през 1965 г. издателската къща „Зуркамп“ приема за публикуване романа му „Стършелите“, Хандке изоставя следването си, за да се отдаде изцяло на литературна дейност. Добива известност с участието си през 1966 г. в заседанието на авангардните творци от Група 47 в Принстън, Ню Джърси, където представя пиесата си „Обругаване на публиката“. През 1969 г. Хандке става съосновател на издателство „Ферлаг дер ауторен“.
Петер Хандке е автор на много сценарии за филми. Самият той режисира филма по повестта си „Левачката“, представен през 1978 г. Филмът е номиниран за наградата „Златна палма“ на Международния филмов фестивал в Кан. От 1975 г. Хандке е член на журито на европейската литературна награда „Петрарка“.
След като напуска Грац, Хандке пребивава в Дюселдорф, Берлин, Кронберг, Париж, в САЩ (1978 – 1979) и в Залцбург (1979 – 1988). От 1991 г. живее в град Шавил, близо до Париж.

## По-важни творби
Петер Хандке е смятан за един от най-ярките представители на съвременната немскоезична литература. Наред с изявите си в различни жанрове, той създава и множество белетристични произведения, които му спечелват име на необикновен разказвач. Още през 1966 г. двадесет и четири годишният автор на романа „Стършелите“ привлича върху себе си вниманието на читателите и критиката. Следват повестите и романите „Страхът на вратаря при дузпа“ (1970), „Кратко писмо за дълга раздяла“ (1972), „Нещастие без ропот“ (1972), „Когато желанието още помагаше“ (1974), „Часът на истинското усещане“ (1975) и сред тях особено значимата повест „Левачката“ (1976).

## Награди
- 1967: „Награда Герхарт Хауптман“
- 1973: „Награда Шилер“ на град Манхайм
- 1973: „Награда Георг Бюхнер“
- 1983: Културната награда на провинция Каринтия
- 1983: „Награда Франц Грилпарцер“
- 1985: „Награда Антон Вилдганс“ (отказана)
- 1985: „Награда Франц Набл“
- 1987: „Голяма австрийска държавна награда за литература“
- 1987: Международната словенска литературна награда „Виленица“
- 1988: „Бременска литературна награда“
- 1991: „Награда Франц Грилпарцер“
- 1995: „Възпоменателна награда Шилер“
- 2008: „Голяма литературна награда на Баварската академия за изящни изкуства“
- 2009: „Награда Франц Кафка“ на град Прага
- 2011: „Награда Кандид“
- 2012: „Мюлхаймска награда за драматургия“
- 2012: „Голяма художествена награда на провинция Залцбург“
- 2014: Международна награда „Хенрик Ибсен“
- 2014: „Награда Елзе Ласкер-Шюлер за драматургия“
- 2016: „Награда „Вюрт“ за европейска литература“
- 2019: Нобелова награда за литература